# Стефані Ногуерас
Стефані Ногуерас (*1990) американська акторка. Відома за серіалами Переплутані при народженні, Грімм та фільмом Видалити з друзів 2 (2018).

## Життя та кар'єра
Стефані Ногуерас родилася з дефектом слуху.
З 2013 по 2017 рік грала роль Наталі Пірс у серіалі Переплутані при народженні.
В 2018 році зіграла роль Амаї, подруги головного героя у фільмі жахів Видалити з друзів 2.

## Фільмографія
| Рік       | Назва                              | Роль                     | Прим.                                         |
| --------- | ---------------------------------- | ------------------------ | --------------------------------------------- |
| 2013      | Грімм                              | Еллі Махаріо             | Епізод: "Зупинка на одну ніч"                 |
| 2013–2017 | Переплутані при народженні         | Наталі Пірс              | Періодична поява; 23 епізоди                  |
| 2018      | Love Daily                         | Студентка з вадами слуху | Епізод: "Удар"                                |
| 2018      | Чарівники                          | Молода Гаррієт           | Епізод: "Шість коротких розповідей про магію" |
| 2018      | Видалити з друзів 2                | Амая                     | Фільм                                         |
| 2018      | Криміналісти: мислити як злочинець | Альма Ернандес           | Епізод: "Змішані сигнали"                     |